# 英格兰国歌
英格蘭沒有正式的國歌，通常用作國歌的包括以下歌曲：
- 《希望與榮耀之地》（Land of Hope and Glory）
- 《耶路撒冷》（Jerusalem）
- 《祖国我向你立誓》（I vow to thee, my country）
- 《世間總有英格蘭》（There'll Always Be an England）

在英國國內，唯一具有國歌地位的歌曲是《天佑吾王》。